# 白象礼物交换
白象礼物交换是一个派對遊戲。一般最少需要六个人参与。人更多的话游戏可能会拖长。白象的乐趣在于抢夺礼物时的相互竞争，真正目的往往不是为了赢得礼物。
“白象”一词指日常生活中放着无用、丢了可惜的物件。一说古代暹罗国王会送白化的大象给不喜欢的臣子，以致对方因昂贵的饲养成本而破产。

## 规则
游戏的基本规则如下：

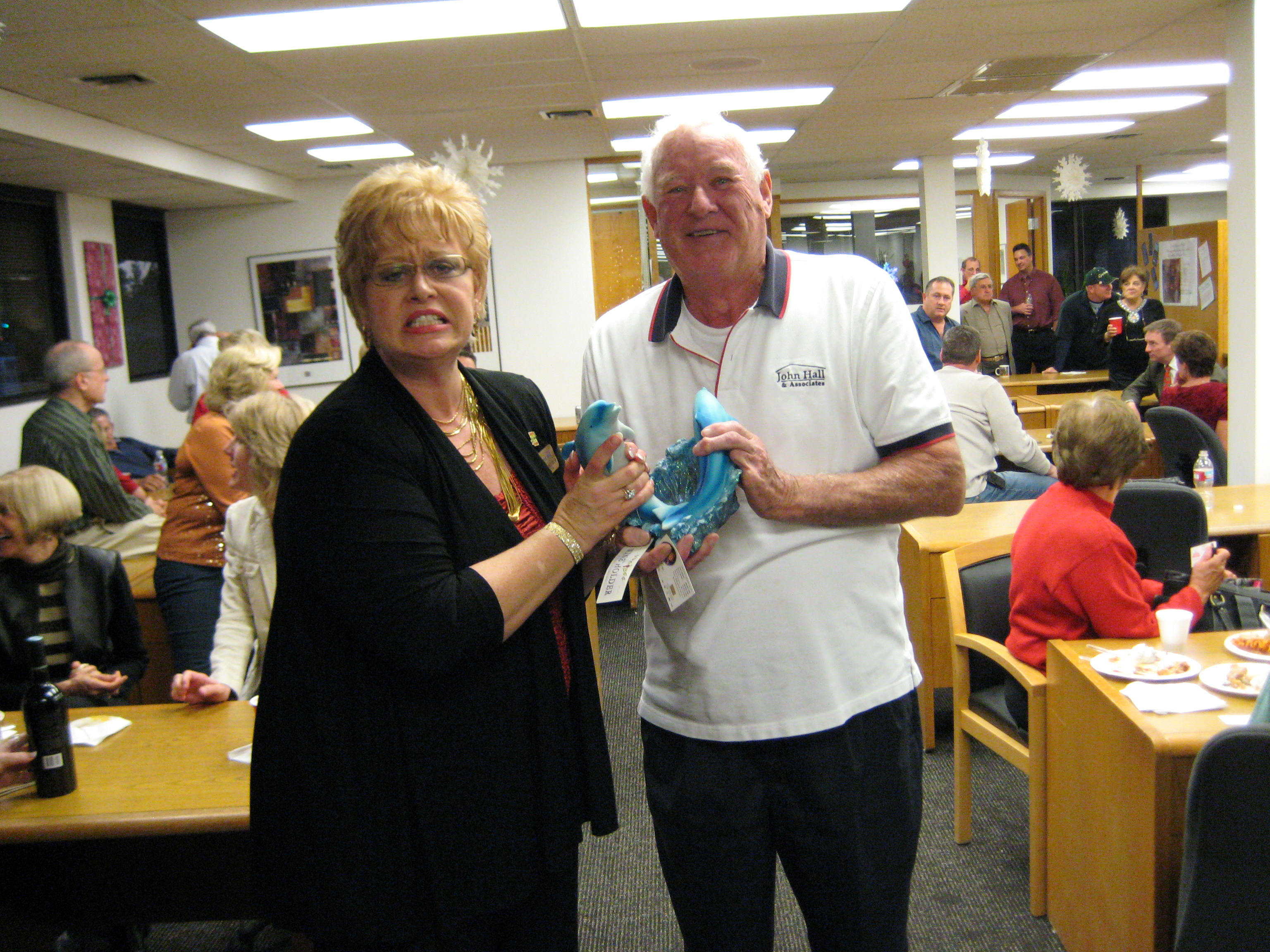
游戏中一方不愿意交出被夺走的礼物

1. 每位参与者需要带一件礼物并包好，不能让人知道是什么。所有参与者围成一圈将礼物放在中间，抽签决定每个人选礼物的顺序。
2. 第一个人从礼物堆中拿一个礼物并拆开，第一回合结束。
3. 接下来每一回合，每个人可以选择从礼物堆中选一件未拆开的礼物，或“偷”一件别人已经拆开的礼物。被“偷”走礼物的人可以选择从礼物堆中选一件，或再去“偷”另一个人的礼物替代。不能立刻偷回被偷走礼物。
4. 最后一个人选好礼物后，游戏结束。（见各种追加规则）

游戏中的礼物通常都是不值钱、搞笑或者用过的物品。如果礼物的价值比较高，可以在包装纸上标上标签（“适合女士”“私家车用”）等。参加者可以事先约定礼物价值的上限，也可以规定礼物的“主题”：必须不能是花钱购买的物品，必须是家中放置无用、但可能对别人有用的物品等。
因为有时候游戏时间过长，而且参加顺序导致不公平，所有引入了一些规则变化。
- 限制一回合中能“偷”的次数。例如，如果规定一回合里只能连续“偷”三次，第四个被“偷”走礼物的人就被迫从礼物堆里拆一个新礼物。 也可以规定最后一轮（大家都拿到礼物之后）作为例外不加限制。
- 限制一个礼物能被“偷”走的次数。一种规则是一个回合中一个礼物只能被“偷”走一次，但是这样就给了最后一个人绝对优势。因此，另一种规则规定一个礼物在整个游戏中被“偷”了几次（通常是3次）后，这个礼物就“冻住”不能再被“偷”了。
- 限制一个人能被“偷”走的次数。一旦一个人被“偷”走的礼物的次数达到一定数值，这个人就“冻住”不能再被“偷”走礼物。这样等于与最后选来的礼物退出游戏，无法夺回最后丢掉的礼物。
- 因为第一名参加者没有机会“偷”任何人的礼物，一种追加规则允许第一名在所有人拿到礼物后，选择场上任何没有“冻住”的礼物和自己交换。
- 因为大家都只偷自己想要的礼物，拆到坏礼物的人可能无法参加到游戏中。一种规则规定大家不是在拆完礼物后立即“偷”，而是在所有人都拿到礼物以后，主持人设置一个秘密的定时器，每个人轮流强制其他人交换礼物（可以弃权），定时器响后结束。